# Centro histórico de Manizales
El centro histórico de Manizales es un Bien de Interés Cultural o monumento nacional de Colombia, declarado mediante el decreto N° 2178 del 2 de diciembre de 1996, por el Ministerio de Educación, siendo un conjunto de inmuebles de arquitectura republicana, localizados en el centro de Manizales, de valor histórico y artístico.

## Historia

### Fundación
En 1834, el colonizador antioqueño Fermín López se establece en lo que hoy es Salamina posteriormente va al sur, a lo que hoy se conoce como Morro San Cancio. En 1842 Manuel María Grisales explora la región que hay entre Sonsón en Antioquia hasta Manizales, él y otros colonizadores como Antonio Ceballos, Joaquín Arango Restrepo y Marcelino Herrera Palacios alcanzan Morrogacho (sector Monumento Los Colonizadores o posición de actual Iglesia Nuestra Señora del Rosario en Chipre) y se establecen con sus familias en lo que hoy son los barrios La Francia y Chipre, un año más tarde exploran el Nevado del Ruiz y en 1847 se inicia la construcción del caserío
que se fundaría el 6 de julio del año siguiente; pero no es hasta el 12 de octubre de 1849 que se sanciona la Ordenanza para la fundación del municipio a manos del Gobernador Provincial de Antioquia, Jorge Gutiérrez de Lara, luego que se ejecutara La Expedición de los 20, una expedición colonizadora liderada por: Manuel María Grisales, José María Osorio, José María De La Pava, Antonio María Arango, Joaquín Arango, Victoriano Arango, Pedro Arango, José Pablo Arias, Silverio Buitrago, Antonio Ceballos, José María Correa, José Joaquín Echeverri, Nicolás Echeverri, Alejandro Echeverri, Esteban Escobar, Vicente Gil, Vicente Giraldo, Marcelino Palacios, Antonio Quintero y Benito Rodríguez.
En 1850 Manizales es erigida como Distrito Parroquial de Manizales y se inicia la construcción del camino del Ruiz. El 19 de enero inicia sesiones el primer Concejo Municipal, conformado por Julián Salazar, como presidente; Agustín Patiño en calidad de secretario y Antonio Ceballos, Pedro Palacios, Nepomuceno Franco y Vicente Gil. Nombran ad honorem: alcalde Antonio Ceballos; Juez, Antonio María Arango Restrepo y procurador municipal a Joaquín Arango.

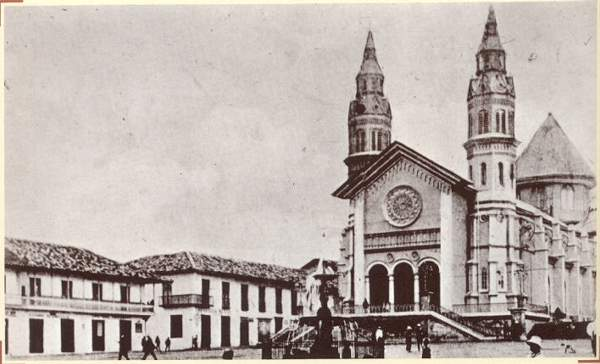
Primera catedral de Manizales, destruida por el incendio del 20 de marzo de 1926.

### Incendios

Mapa de los incendios de 1922, 1925 y 1926 ocurridos en la centro de la ciudad.

El 19 de julio de 1922, se presentó el primer incendio de grandes proporciones, en un depósito de velas de parafina, enseguida funcionaban los talleres del diario la patria los cuales fueron consumidos por el fuego, igualmente la prestigiosa casa alemana. El incendio destruye toda la manzana, posteriormente las llamas saltaron a la acera del frente (acrualmente carrera 21 entre calles 19 y 20), consumiendo gran parte de los locales comerciales y viviendas allí ubicados, destacándose el salón Olimpia que era una de las principales salas de espectáculos. Para poder controlar el feroz avance de las llamas, fue necesario destruir varias viviendas, logrando controlar el incendio hacia las nueve de la mañana.
El 3 de julio de 1925, ocurrió el segundo y el más grande incendio, se inició en la Droguería Andina situada donde actualmente (carrera 22 con calle 21), los materiales inflamables que tenían almacenados en el sitio, avivaron las llamas con tal rapidez que en pocos minutos todo el centro de la ciudad quedó envuelto por las llamas, en total fueron 32 manzanas calcinadas por la acción devastadora del fuego. Como la ciudad no contaba con elementos para la extinción del fuego y había poca agua, fue necesario utilizar dinamita para controlar el fuego que arremetía contra la ciudad, salvándose únicamente la catedral de madera, la alcaldía y una manzana del centro de la ciudad.
El 20 de marzo de 1926, se presentó el tercer incendio aproximadamente a las cinco de la mañana, donde queda actualmente la carrera 22 con calle 23 y donde en ese entonces funcionaba el Centro Social, quemándose dos manzanas y la Catedral. Para este incendio la ciudad ya contaba con un Cuerpo de Bomberos el cual había sido instalado el 12 de octubre de 1925, producto del incendio anterior, pero todavía no contaba con los elementos necesarios para su labor.

### Reconstrucción
Después de los incendios ocurridos en 1925 y 1926, se produjo una transformación significativa en el paisaje urbano, impulsada por diversas fuentes económicas que contribuyeron a la reconstrucción. Se estableció una normativa que requería la eliminación de las estrechas vías, los amplios aleros y las construcciones de bahareque en la ciudad, dando paso al uso de nuevos materiales como el hierro y el concreto, así como a la adopción nuevos estilos arquitectónicos.
Debido a los costos y a las presiones ejercidas por constructores tradicionales, el Cabildo se vio obligado a permitir el uso de los antiguos sistemas de construcción, como los muros de bahareque macizo (incluyendo el tradicional bahareque embutido de tierra) y los muros encementados (conocidos como bahareque encementado), junto con revoques de arena y cemento aplicados sobre mallas de hierro que cubrían estructuras de madera. De esta manera, la reconstrucción se llevó a cabo utilizando técnicas mixtas o el bahareque tradicional en edificios y viviendas distintos de los institucionales, algunos de los cuales presentaban fachadas de mampostería de ladrillo o bahareque encementado. En los sectores medios y populares, se empleó madera, guadua y revoques de tierra y cagajón. Las estadísticas proporcionadas por la Alcaldía sobre edificaciones completadas y en construcción en la zona afectada por el incendio a principios de junio de 1927 mostraban que, de un total de 94 edificios, solo 30 estaban construidos en cemento armado, mientras que los restantes (64) estaban hechos de "madera con revestimiento de cemento".

Mapa del centro histórico de Manizales y su delimitación según el PEP 1996

## Nomenclatura vial
En el consejo de Manizales se aprobó el proyecto de acuerdo 056 del 6 de agosto de 2021 el cual permite el cambio de los nombres de calles y carreras del centro histórico de la ciudad, con el fin de conservar la historia. Algunos de los nombres de las calles están las batallas de Yarumal  (año de 1820), Santo Domingo (1862), Carolina (1861), y con nombres protagónicos que se refieren a la colonización, afiliados al bando de los dueños de las concesiones como Elías González, Antonio Ceballos, Marcelino Palacio, Ambrosio Mejía, Luis Gómez de Salazar, Juan de Dios Aranzazu. 
En cuanto a las carreras, estas llevan el nombre de los antiguos caminos que comunicaban a Manizales con el resto del país. La carrera de Mariquita la que conduce hacia el Oriente, la carrera de Neira hacia el Norte y la carrera del Cauca hacia el Sur.

## Sitios de interés

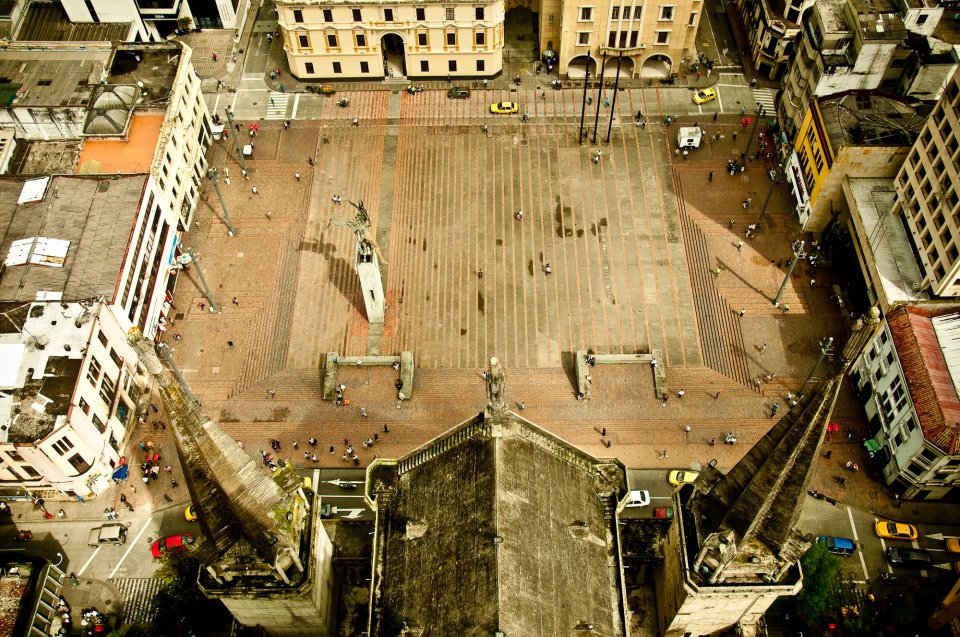
Plaza de Bolívar.

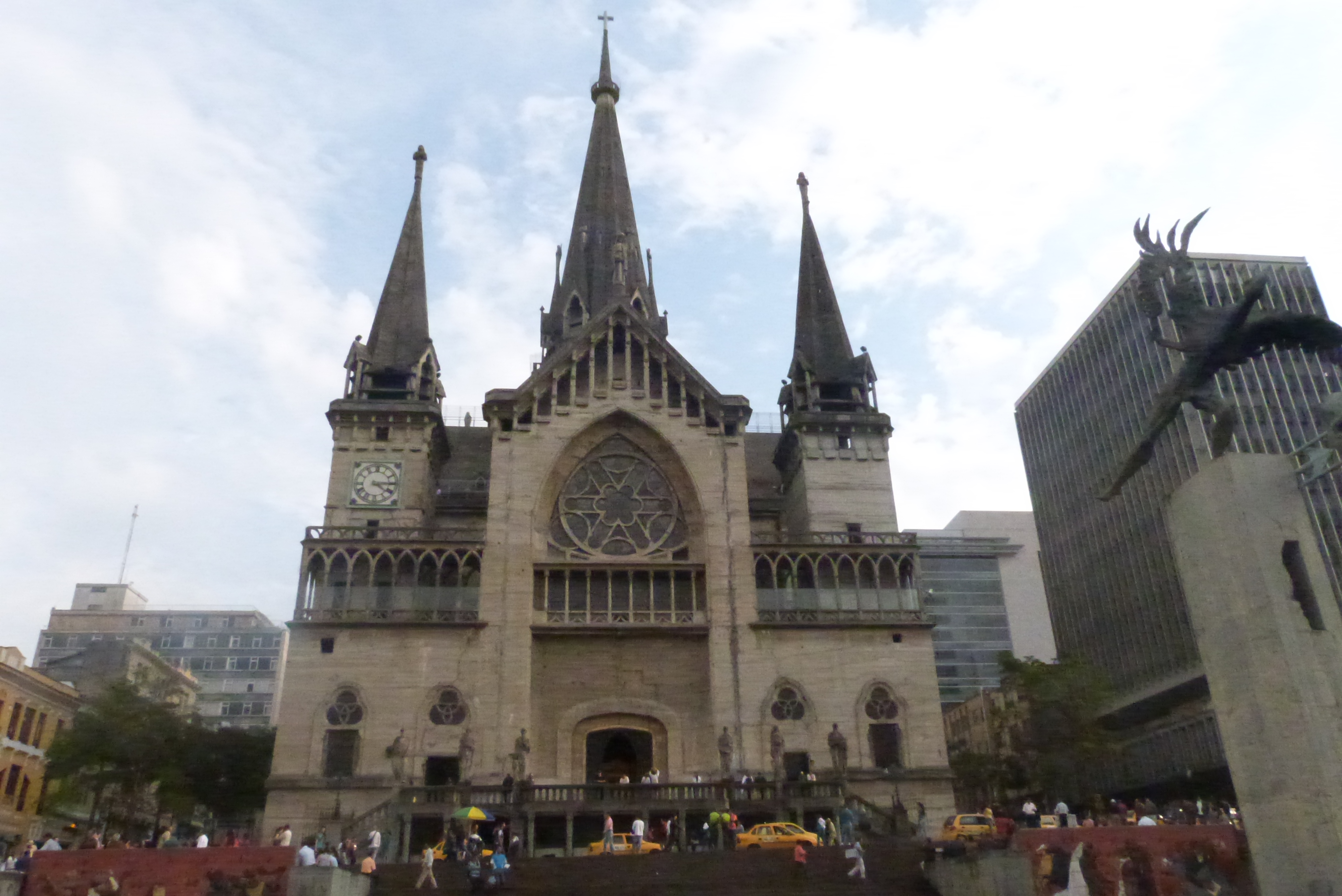
Catedral Basílica Nuestra Señora del Rosario de Manizales.

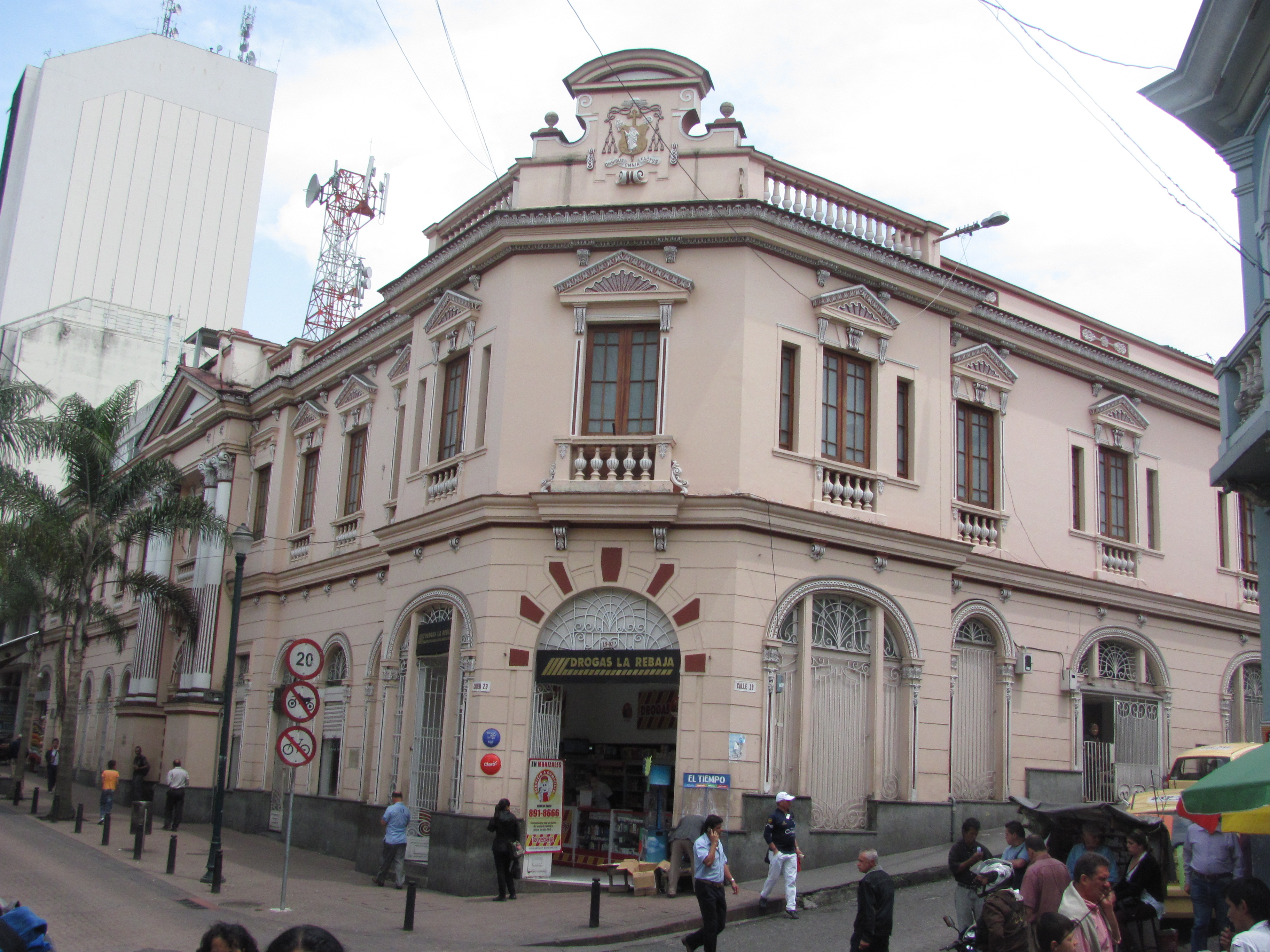
Palacio Arzobispal.

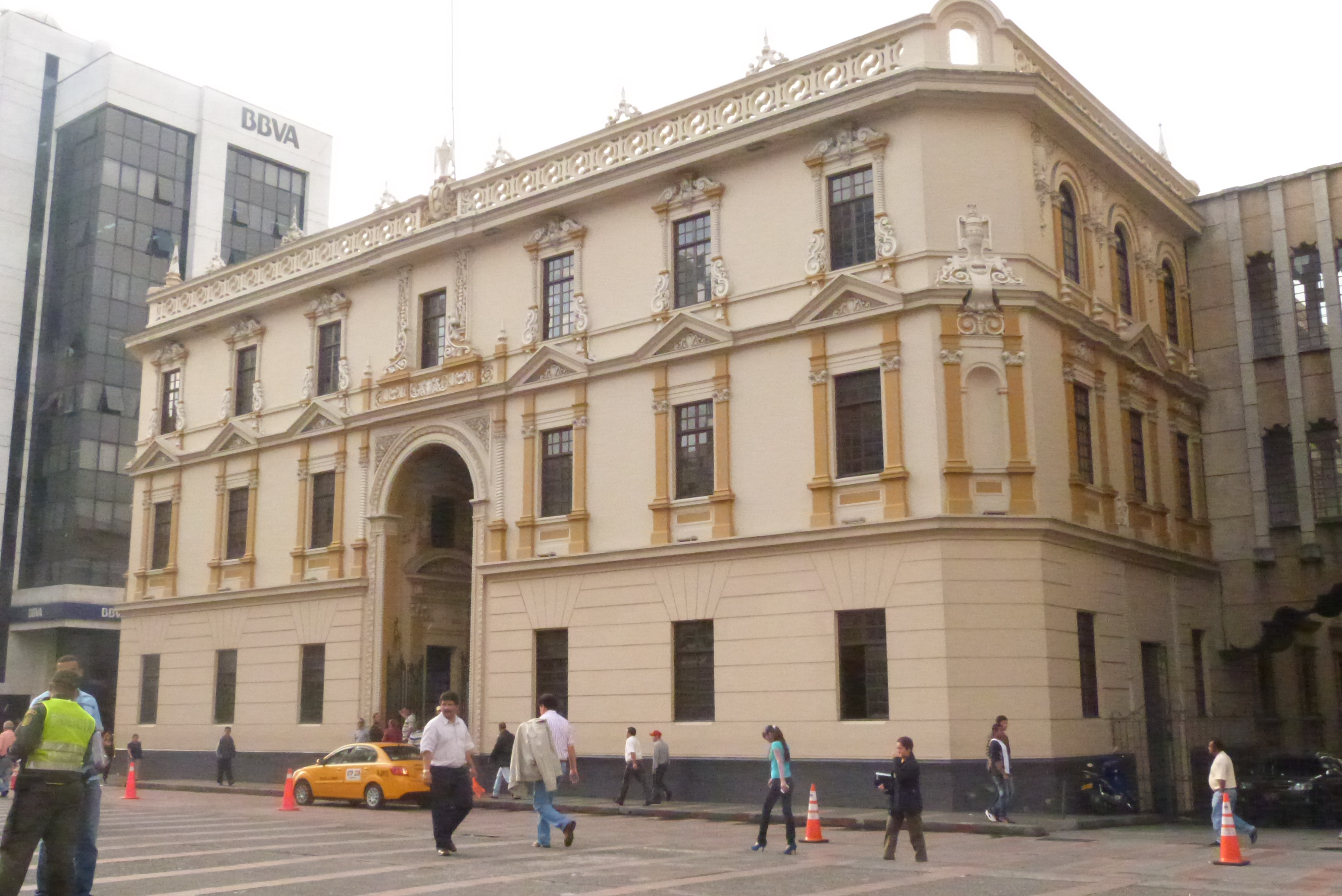
Palacio de la Gobernación de Caldas

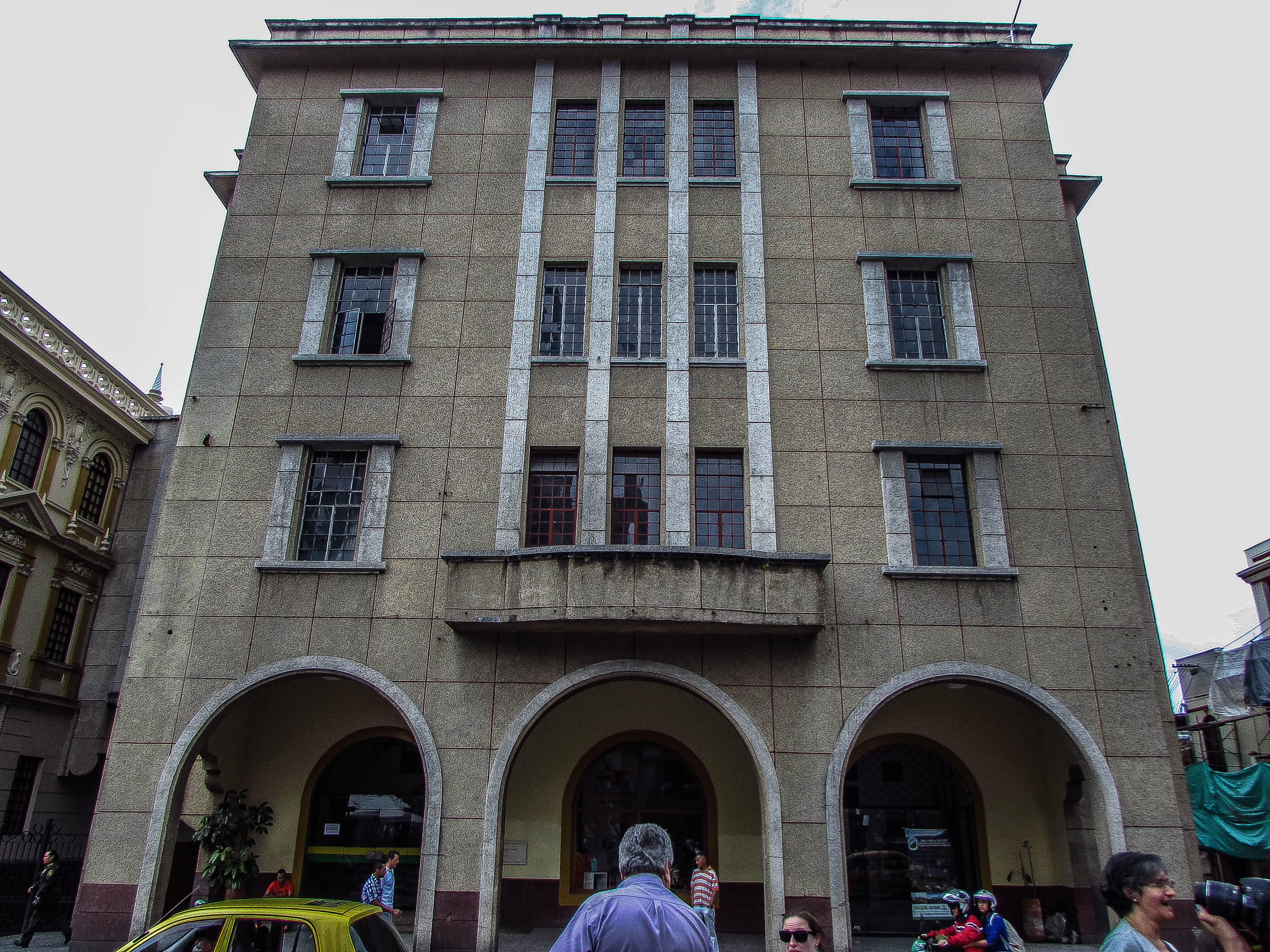
Edificio de la Licorera.

### Plazas y parques

#### Plaza de Bolívar
La plaza lleva el nombre del libertador Simón Bolívar, un espacio público y punto fundacional de la ciudad convirtiéndolo en uno de los puntos más importantes y emblemáticos, generando un punto de encuentro donde se realizan eventos cívicos, culturales y sociales.

### Edificios religiosos

#### Catedral de Manizales
Es la estructura más alta de la ciudad, con 113 metros de alto, además de ser la catedral más alta de Colombia. Tiene un estilo neogótico, haciéndola única en el país. Es uno de los atractivos turísticos de la ciudad. Tras la destrucción de la antigua catedral ocasionada por un incendio, se inició la construcción de la actual, que se concluyó en 1939. Fue levantada frente a la plaza de Bolívar, en el centro de la ciudad.

#### Palacio Arzobispal
El segundo palacio Episcopal o Arzobispal, fue construido a partir de 1926, bajo el obispado de monseñor Tiberio de J. Salazar y Herrera; proyecto asignado al coadjutor salesiano italiano Giovanni Buscaglione  quien trabajó sobre los planos iniciales del arquitecto Julien Auguste Polti, declarado Monumento Nacional por la resolución 002 de 1982.

### Edificios oficiales

#### Palacio de la Gobernación
Fue erigido dentro del proceso de reconstrucción de la ciudad, tras el incendio de 1925, que había destruido la primera gobernación, preexistente a la actual; diseño del arquitecto norteamericano John Vawter y construida por la casa Ulen & Company, en 1927, con la participación del ingeniero José María Gómez Mejía, la decoración estuvo a cargo de los maestros Belisario Rodríguez y Luis Salazar de la Escuela de Bellas Artes de Bogotá.

#### Edificio de la Licorera
Obra del ingeniero Manizaleño José María Gómez Mejía, hacia 1944, adyacente al palacio de gobernación se encuentra separado por un pequeño callejón y unidos mediante un puente.

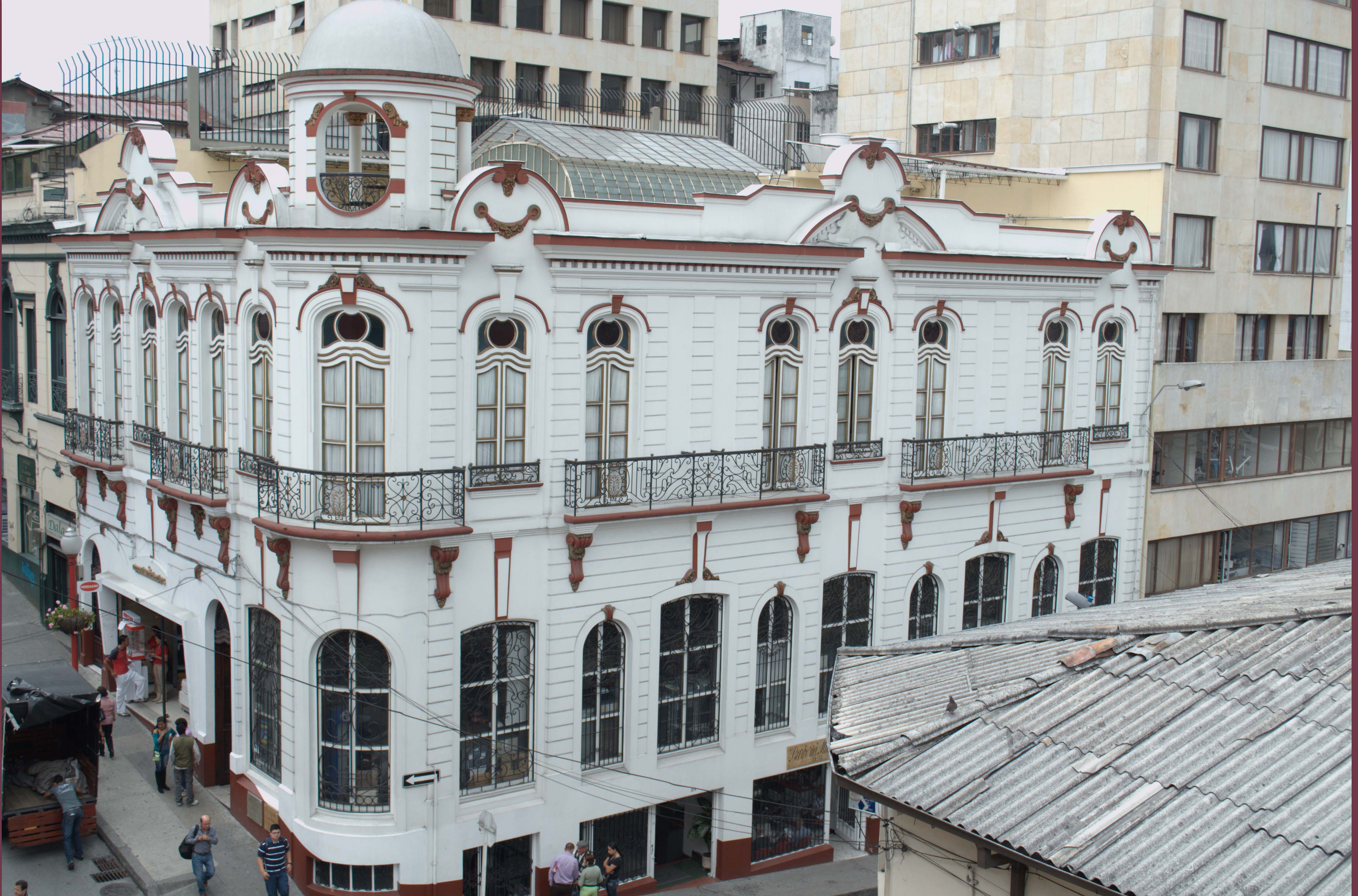
Casa Estrada.

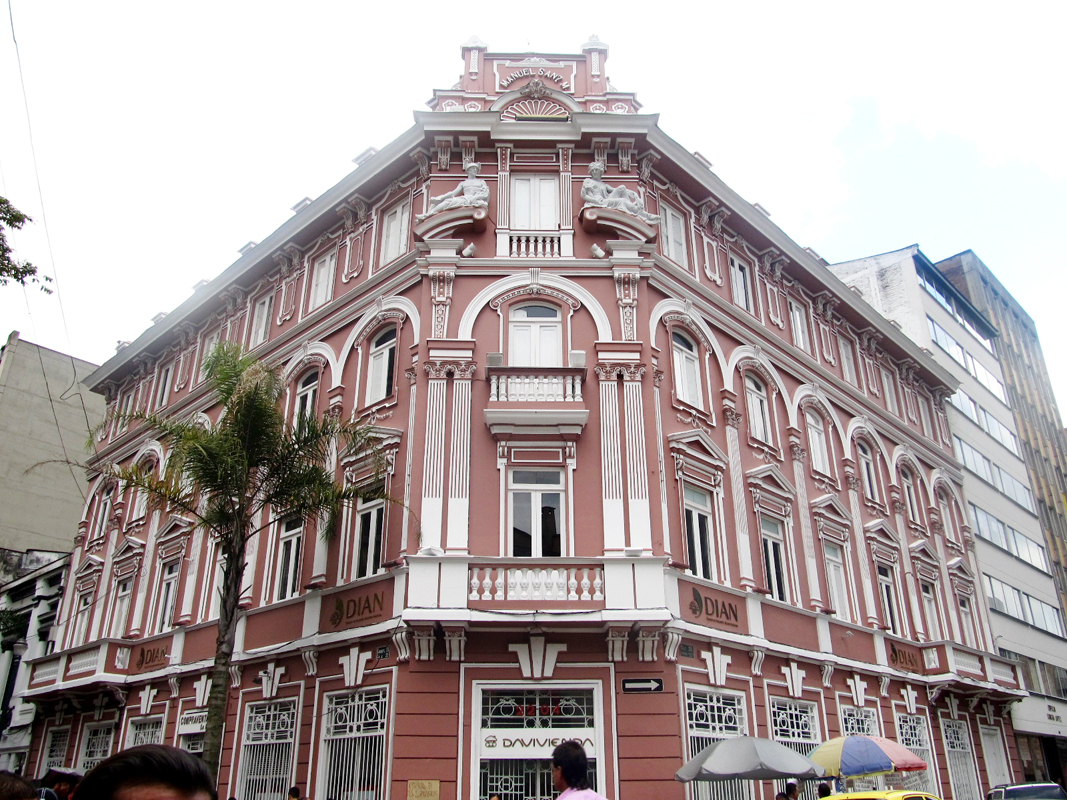
Edificio Sanz.

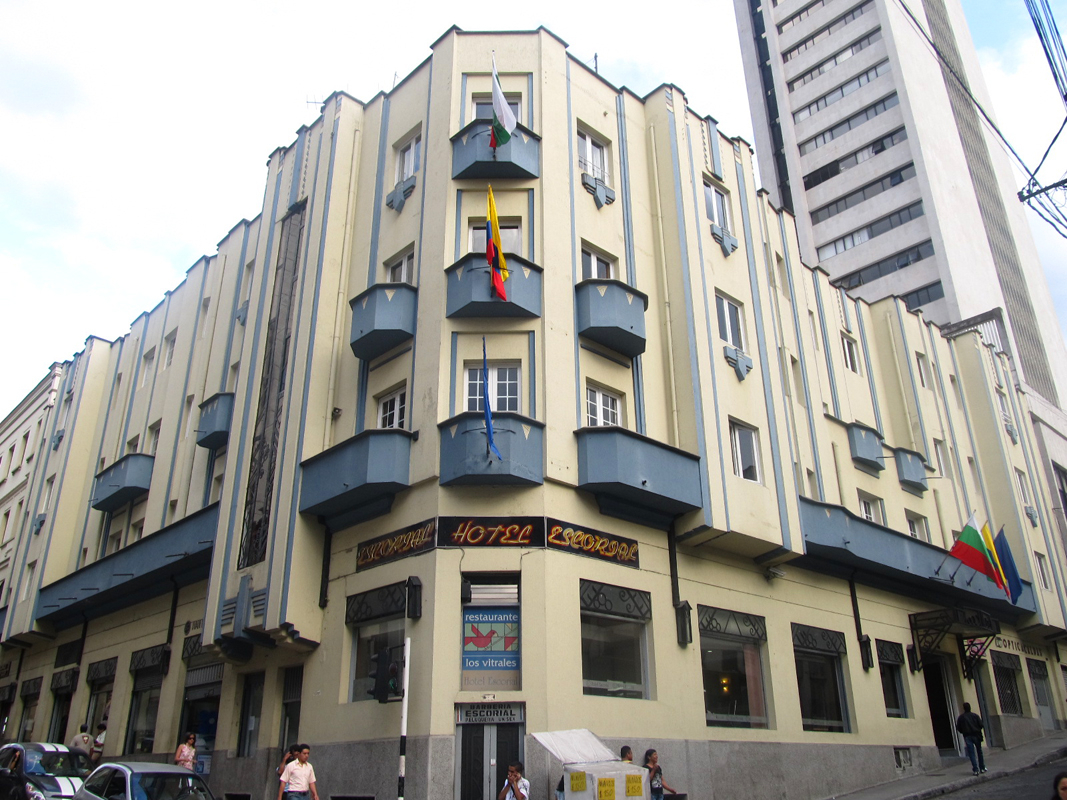
Hotel Escorial.

### Edificios civiles

#### Casa Estrada
Obra de la firma italiana Angelo Papio y Pio Gian Carlo Bonarda en 1927, es uno de los edificios más representativos del centro histórico.

#### Edificio Sanz
Edificio o palacio de Manuel Sanz Montoya, fue un proyecto de la firma italiana de los constructores Angelo Papio y Pio Gian Carlo Bonarda, en 1927, ocupado inicialmente por el Majestic Palace Hotel y posteriormente por el Hotel Europa, su uso actual es de oficinas.

#### Edificio Z, Rooftop La Cúpula
Es una edificación art déco que data del año 1936 construida después del famoso incendio de Manizales de 1925, por el arquitecto Benjamin Dussan Canals. Funcionó en la esquina del primer piso el Banco Ítalo-Francés a la cabeza del Dr. Alfredo Miani, reconocido banquero del siglo XX y en la parte superior la segunda clínica del Dr. Roberto Restrepo, actualmente en su azotea funciona un Restobar con vista al centro histórico de la ciudad.

#### Hotel Escorial
Diseñada por el arquitecto Julien Auguste Polti, participando posteriormente el arquitecto chileno Arnoldo Michaelsen y Jorge Arango Uribe, fue inaugurado para los Juegos Deportivos Nacionales de 1936 realizados en la ciudad.

### Otros edificios
|                    |                    |                   |                |                              |  |
| Sede Banco Popular | Sede Confamiliares | Edificio Tamanaco | Edificio Árabe | Edificio Alejandro Gutiérrez |  |
|                    |                    |                   |                |                              |  |
| Casa Jaramillo     | Edificio Rivas     |                   |                |                              |  |
|                    |                    |                   |                |                              |  |
|                    |                    |                   |                |                              |  |
|                    |                    |                   |                |                              |  |
|                    |                    |                   |                |                              |  |